# Bogdanów (województwo opolskie)
Bogdanów – wieś w Polsce położona w województwie opolskim, w powiecie brzeskim, w gminie Grodków.
W latach 1975–1998 miejscowość administracyjnie należała do ówczesnego województwa opolskiego.

## Historia
Od końca XVIII w. wieś posiadała pieczęć gminną, na ktorej wizerunku przedstawiono drwala idącego w prawo z siekierą na ramieniu i fajką w ustach, po obu stronach drwala po trzy drzewa, przed drwalem lecący ptak.

## Zabytki
Do wojewódzkiego rejestru zabytków wpisany jest kościół filialny pw. św. Stanisława Biskupa, z pocz. XIX w.